# Iosif Rapoport
Iosif Abramovic Rapoport (en ruso: Ио́сиф Абра́мович Рапопо́рт; nacido en Chernígov el 14 de marzo de 1912 - fallecido en Moscú el 31 de diciembre de 1990) fue un genetista soviético que contribuyó a la teoría de la mutagénesis, miembro correspondiente de la Academia de Ciencias de la URSS desde 1979 .

## Biografía
Iosif Rapoport nació en Chernígov, Ucrania (en aquel entonces parte del Imperio ruso) en una familia judía rabínica Kohanic prominente, que poseen la ascendencia directa kohanim más antigua y mejor registrada. Su padre fue terapeuta. Después de graduarse de la escuela en 1930, fue aceptado en la biofacultad de la Universidad Estatal de Leningrado , donde, después de defender su tesis, completó un curso de genética . A esto le siguieron estudios de posgrado en el laboratorio de genética del Instituto de Biología Experimental de la Academia de Ciencias de la URSS, que estaba dirigido por el biólogo Mykola Kostiantynovych Koltsov. Trabajaba de 6 de la mañana a 11 de la noche. Los estudios de posgrado se completaron en 1938. Disertación para el título académico de candidato de ciencias biológicas, fue protegido en el Instituto de Genética de la Academia de Ciencias de la URSS. A partir del 1 de noviembre de 1938 se desempeñó como investigador en el Instituto de Biología Experimental. En junio de 1941 estaba lista la tesis doctoral.

## El período de la guerra
En los primeros días de la guerra, Iosif Rapoport, aunque tenía "armadura", se dirigió al frente como voluntario. Fue enviado a Solnechnogorsk, al curso de comandante "vystrel", que entrenaba a los comandantes de batallón.
De septiembre a noviembre de 1941: el comandante del 3.er batallón del 476º regimiento de fusileros de la 320º división de fusileros del 51.er Ejército del Frente de Crimea. El 2 de noviembre de 1941, en una batalla cerca del pueblo de Lénine, fue gravemente herido (a través de una herida de bala con fractura del omóplato y una impresión de la mano). Fue evacuado en uno de los últimos barcos que salieron de Kerch bajo fuego. En noviembre - diciembre de 1941, fue tratado en un hospital de evacuación.
De enero a diciembre de 1942, Iosif Rapoport fue el comandante del 2.° batallón del 28.° regimiento de fusileros de la 75.° división de fusileros del frente caucásico (luego transcaucásico) en Irán. Enfermó gravemente de fiebre tropical y fue evacuado a Bakú.
Después del hospital (en diciembre de 1942), Iosif Rapoport fue enviado a cursos de comandante acelerado en la Academia Militar que lleva el nombre de MV Frunze (curso para jefes de Estado Mayor de regimientos). Simultáneamente a sus estudios en la academia, defendió una tesis preparada para la guerra y recibió el título académico de Doctor en Ciencias Biológicas. En julio de 1943, en el Departamento de Personal de la Ejército Rojo se recibió una solicitud del vicepresidente de la Academia de Ciencias de la URSS, el académico Orbely, para retirar al Capitán Rapoport del ejército para darle la oportunidad de regresar al trabajo científico. Al mismo tiempo, la dirección de la academia militar, teniendo en cuenta el éxito académico de Rapoport y su conocimiento de idiomas extranjeros (leía unos 20 idiomas), le ofreció el puesto de profesor en el departamento de historia militar. Y. A. Rapoport rechazó ambas ofertas y declaró que su lugar estaba en el frente.
Desde el 16 de agosto de 1943 hasta el 18 de septiembre de 1944, Iosif Rapoport estuvo en el frente de Vorónezh (más tarde, 2º Frente Ucraniano.). Desde 1943 hasta marzo de 1944, YA Rapoport fue el Jefe de Estado Mayor del 184º Regimiento de Fusileros de la 62.ª División de Fusileros del 20.º Cuerpo de Fusileros del 37º Ejército del 2.º Frente Ucraniano.
En septiembre de 1943, las tropas del Ejército Rojo forzaron el Dnipro en varios lugares. Pero, de más de dos docenas de cabezas de puente capturadas por nuestros ejércitos en el Dnieper, solo 2 o 3 podrían afirmar ser cabezas de puente con un futuro operativo basado en su área. Y. A. Rapoport participó activamente en la creación de uno de ellos. En la sección asignada al regimiento para forzar el Dnieper en el área del pueblo de Myshuryn Rig , la orilla baja izquierda se opuso a la empinada orilla derecha del Dnieper, que estaba bien fortificada y llena de equipo de bomberos. Un cruce en esta sección inevitablemente se asociaría con enormes bajas humanas de los atacantes. Después de realizar un reconocimiento de la parte cercana de la costa, Y. A. Rapoport se encontró con un grupo de soldados dirigidos por un oficial, los restos de una división rota de nuestro ejército vecino, que fue "cortada" por una gran franja con una orilla opuesta baja y desprotegida. Habiendo obtenido el consentimiento del oficial, Rapoport decidió cruzar sus unidades en esta área. En la noche del 27 al 28 de septiembre de 1943, a pesar de la amenaza del comandante de la división de llevarlo a juicio por cambiar arbitrariamente la ubicación del cruce, el regimiento cruzó el Dniéper casi sin pérdidas. Sin esperar un ataque por la retaguardia, los alemanes abandonaron sus fortificaciones y corrieron presas del pánico. Esto facilitó la actuación de otras unidades de la 62.ª división que, persiguiendo al enemigo, crearon una de las cabezas de puente de la margen derecha de gran importancia táctica en esta zona.
En octubre de 1943, las tropas soviéticas pasaron a la ofensiva y se separaron de su retaguardia y artillería, acercándose a Krivói Rog, cerca del río Ingulets , se encontraron en una situación muy difícil. El enemigo decidió utilizar fuerzas de tanques e infantería para aislarlos por la retaguardia y rodearlos. Rapoport, tomando el mando de un grupo de unas 300 personas, lo condujo con armas y heridos a los suyos, salvando a todo el grupo del inevitable cerco. Habiéndose reunido con el comandante de la división, Y. A. Rapoport lo acusó de cobardía frente a la formación.
Por el forzamiento del Dnieper y la expansión de la cabeza de puente, Rapoport recibió el título de Héroe de la Unión Soviética, pero debido a un conflicto con el comandante de la división, en lugar del título de Héroe, recibió la Orden del Bandera Roja. 

## Su vida científica
Después de la guerra, Iosif Rapoport continuó la investigación científica en el campo de la genética en el Instituto de Citología, Histología y Embriología de la Academia de Ciencias de la URSS. El principal logro científico de Rapoport fue el descubrimiento de productos químicos que poseían fuertes propiedades mutagénicas ( mutágenos y supermutágenos), y la realización de experimentos relevantes en moscas Drosophila , que confirmaron las suposiciones y percepciones iniciales del científico, que luego dieron como resultado el surgimiento de una rama independiente de la genética conocida como mutagénesis química.
En la sesión de agosto de VASGNIL en 1948, Yosyp Rapoport, un futuro partidario de la genética, se opuso a las opiniones del académico Trofim Lysenko, quien fue apoyado por Stalin. Y ya en septiembre, Y. A. Rapoport fue despedido de su trabajo y se cerró el laboratorio de citogenética. Volumen de circulación de obras del Instituto de Citología, Histología y Embriología, que contenía el texto completo de la disertación doctoral de Rapoport "Análisis fenogenético de la diferenciación independiente y dependiente"; fue retirado de la venta y posteriormente destruido.
En 1949, por no estar de acuerdo con las decisiones de esta sesión y "no reconocer los errores", Rapoport fue expulsado del PCUS (se unió al partido en el frente en 1943).
De 1949 a 1957, Iosif Rapoport trabajó como empleado de expedición de los ministerios de petróleo y geología, ocupándose de paleontología y estratigrafía. Iosif hizo una propuesta para utilizar la presencia de foraminíferos en muestras como indicador de aceite , lo que abrió nuevas perspectivas. Le ofrecieron preparar una tesis basada en los resultados de este trabajo para el grado de Candidato en Ciencias Geológicas y Mineralógicas, pero cuando supieron que era un genetista "imprepentido", fue despedido de su trabajo.
En 1957, el director del Instituto de Física Química de la Academia de Ciencias de la URSS, el académico M. M. Semenov, se enteró de los trabajos de Y. A. Rapoport de su colega Cyril Hinshelwood . A pesar de que Y. A. Rapoport estaba en desgracia, lo invitó a su instituto a trabajar, y para proteger a Y. A. Rapoport de los lysenkovitas, los temas que trató fueron clasificados.
Iosif Rapoport vuelve a la investigación científica en el campo de la genética: realiza una búsqueda de mutágenos químicos , análisis de sus propiedades en comparación con los mutágenos de radiación, así como experimentos en el campo de la fenogenética.
En 1962  el Comité Nobel informó a las autoridades soviéticas sobre la nominación de la candidatura de Rapoport (junto con Charlotte Auerbach) al Premio Nobel por el descubrimiento de la mutagénesis química. Iosif Rapoport fue convocado al departamento de ciencias del Comité Central del PCUS , donde se le dio una condición: para que las autoridades no se opusieran a otorgarle el premio, presentar una solicitud para unirse al partido. Sin embargo, Rapoport insistió en que su expulsión del partido se declarara ilegal y que fuera reincorporado con su antigüedad, en lugar de reincorporado. Se le negó esto y, como resultado, el premio por el descubrimiento de la mutagénesis química no se otorgó en absoluto. Probablemente, no llegó a la nominación oficial de Rapoport y Auerbach para otorgar el premio, ya que la base de datos de los nominados al Premio Nobel no contiene sus nombres.
Desde principios de la década de 1960, se ha desarrollado la implementación de los resultados obtenidos en la mejora agrícola, en la microbiología industrial y en una serie de otras áreas.
En 1965, por sugerencia del académico M. M. Semenov, se inició la creación de un departamento de genética química con cuatro laboratorios en el mismo Instituto de Física Química. Esto hizo posible desarrollar investigaciones en varias direcciones de la genética teórica y experimental, pero el tema principal siguió siendo el estudio de la variabilidad hereditaria y no hereditaria. Se llevó a cabo la primera reunión de toda la Unión sobre mutagénesis química, creada por Y. A. Rapoport como una reunión anual de criadores y científicos que trabajan en el campo de la mutagénesis química en el país. El trabajo de creación de variedades dio como resultado 120 variedades zonales, más de un tercio de ellas son cereales. Entre ellos se encuentran formas tan maravillosas como la variedad de trigo Kuban, cuyo rendimiento es de 100 quintales por hectárea; una variedad de girasol de la que se produce el aceite de oliva. También hay una serie de otras variedades muy interesantes.
A principios de la década de 1970, Yosyp Rapoport recibió la Orden de la Bandera Roja del Trabajo ; en 1979 - elegido miembro correspondiente de la Academia de Ciencias de la URSS en el departamento de biología. En 1984, fue galardonado con el Premio Lenin .
Por decreto del presidente de la URSS del 16 de octubre de 1990, Yosyp Rapoport recibió el título de Héroe del Trabajo Socialista con la redacción "por una contribución especial a la preservación y desarrollo de la genética y la cría, formación de personal científico altamente calificado".
El 25 de diciembre de 1990, Y. A. Rapoport fue atropellado por un camión mientras cruzaba la calle (el auto se movía del lado del ojo perdido en la batalla). Murió en el hospital el 31 de diciembre . Enterrado en el cementerio de Troyekurovsky en Moscú.

## Condecoraciones
Título de Héroe del Trabajo Socialista "Por contribución especial a la preservación y desarrollo de la genética y la cría, formación de personal científico altamente calificado" (16 de octubre de 1990);
Orden de Lenin (16.10.1990);
Premio Lenin por la serie de obras "El fenómeno de la mutagénesis química y su estudio genético" (1984);
Orden de la Bandera Roja (15/11/1943, 07/01/1945);
Orden de la Bandera Roja del Trabajo (17 de septiembre de 1975);
Orden de grado Suvorov III (22 de febrero de 1945);
Orden de la Guerra Patria, 1.er grado (16.07.1945, 11.03.1985);
Orden de la Guerra Patria, segundo grado (15.12.1944);
Orden de la Legión de Honor (Legión del Mérito) EE. UU. (1945);
Orden de la Estrella Roja de la República Popular Húngara (1970).

## Homenajes
En Chernihiv (distrito de Olexandrivka) hay una calle que lleva el nombre de Iosif Rapoport.
Varios documentales están dedicados a Iosif Rapoport:
- «La Islas. Iosif Rapoport»
- «Ciencia para ganar. La hazaña del comandante del batallón»(director V. O. Glazunov);
- «La Lucha de Rapoport» (director V. O. Glazunov);